# 石黒広昭
石黒 広昭（いしぐろ ひろあき、1958年 - ）は、日本の教育学者。立教大学文学部教授。

## 略歴
静岡県出身。
1981年中央大学文学部哲学科卒業。1983年東京学芸大学大学院教育学研究科学校教育専攻心理学第一講座修士課程修了。1986年慶應義塾大学大学院社会学研究科教育学専攻博士課程単位取得満期退学。1993年慶應義塾大学より博士（教育学）を取得。
1991年宮城教育大学教育学部助教授。1998年北海道大学教育学部助教授。2006年立教大学文学部教育学科教授。

## 著書

### 単著
- 『子どもたちは教室で何を学ぶのか』（東京大学出版会, 2016年）

### 共著
- （佐伯胖, 宮崎清孝, 佐藤学）『新装版 心理学と教育実践の間で』（東京大学出版会, 2013年）

### 編著
- 『AV機器をもってフィールドへ』（新曜社, 2001年）
- 『社会文化的アプローチの実際』（北大路書房, 2004年）
- 『保育心理学の基底』（萌文書林, 2008年）
- （亀田達也）『文化と実践』（新曜社, 2010年）

### 訳著
- マーカス・バンクス 『質的研究におけるビジュアルデータの使用』（新曜社, 2016年）